# Schottische Fußballnationalmannschaft der Frauen/Weltmeisterschaften
Der Artikel beinhaltet eine ausführliche Darstellung der schottischen Fußballnationalmannschaft der Frauen bei Weltmeisterschaften. Die Schottinnen qualifizierten sich 2018 erstmals für die WM-Endrunde 2019. Die Schottinnen sind damit die zwölfte europäische Mannschaft, die sich für eine WM-Endrunde der Frauen qualifizieren konnte. Bei der Endrunde konnten die Schottinnen nur einen Punkt holen und schieden als Gruppenletzte aus.

## Übersicht
| Jahr | Gastgeberland         | Teilnahme bis …             | Gegner                         | Ergebnis | Trainer      | Bemerkungen und Besonderheiten |
| ---- | --------------------- | --------------------------- | ------------------------------ | -------- | ------------ | --- |
| 1991 | Volksrepublik China   | nicht teilgenommen          |                                |          |              | An der Qualifikation für die Fußball-Europameisterschaft der Frauen 1991, die auch als Qualifikation für die WM galt nicht teilgenommen.                                              |
| 1995 | Schweden              | nicht qualifiziert          |                                |          |              | In der Qualifikation für die EM 1995 alle Spiele gegen Italien, Frankreich und Portugal verloren.                                                                                     |
| 1999 | USA                   | Qualifikation nicht möglich |                                |          |              | In der Qualifikation in der B-Kategorie gestartet und dort Gruppensieger geworden, aber in der Relegation an Spanien gescheitert.                                                     |
| 2003 | USA                   | Qualifikation nicht möglich |                                |          |              | In der Qualifikation in der B-Kategorie gestartet und dort Gruppensieger geworden und in die A-Kategorie aufgestiegen.                                                                |
| 2007 | Volksrepublik China   | nicht qualifiziert          |                                |          |              | In der Qualifikation an Weltmeister Deutschland gescheitert. |
| 2011 | Deutschland           | nicht qualifiziert          |                                |          |              | In der Qualifikation an Dänemark gescheitert, das sich aber auch nicht qualifizieren konnte.                                                                                          |
| 2015 | Kanada                | nicht qualifiziert          |                                |          |              | In der Qualifikation in den Playoffs der Gruppenzweiten an den Niederlanden gescheitert.                                                                                              |
| 2019 | Frankreich            | Vorrunde                    | Argentinien, England und Japan | 19.      | Shelley Kerr | In der Qualifikation traf die Mannschaft auf die Schweiz, Polen, Albanien und Belarus und qualifizierte sich direkt für die Endrunde. In Frankreich als Gruppenletzter ausgeschieden. |
| 2023 | Australien/Neuseeland | nicht qualifiziert          |                                |          |              | In den Play-offs der Gruppenzweiten an Irland gescheitert. |

## Statistik
(Angaben inkl. 2023: Neun Weltmeisterschaften)
- nicht teilgenommen: einmal (11,1 %)
- nicht qualifiziert: siebenmal (77,8 %)
- qualifiziert: einmal (11,1 %, 2019)
  - Vorrunde:  einmal (11,1 %, 2019)

## Die Turniere

### WM 1991 in der Volksrepublik China
Die Schottinnen nahmen nicht an der Qualifikation für die Fußball-Europameisterschaft der Frauen 1991, die als Qualifikation für die erste WM der Frauen in der Volksrepublik China diente. Daher konnten sie sich nicht qualifizieren.

### WM 1995 in Schweden
Vier Jahre später verpassten sie Qualifikation für die EM 1995 bereits in der Gruppenphase. Dabei waren Italien, Frankreich und Portugal die Gruppengegner. Die Schottinnen verloren die sechs Spiele und wurden Gruppenletzte. Gruppensieger Italien scheiterte im Viertelfinale am späteren Weltmeister Norwegen und konnte sich ebenfalls nicht für die WM qualifizieren. Die Schottinnen mussten in der nachfolgenden Qualifikation für die EM 1997 in der B-Kategorie antreten um einen Startplatz in der A-Kategorie für die nächste WM-Qualifikation zu erhalten, was aber misslang.

### WM 1999 in den USA
Für die dritte Weltmeisterschaft setzte die UEFA erstmals Qualifikationsspiele an. Bis heute ist die UEFA der einzige Kontinentalverband, der separate WM-Qualifikationsspiele durchführt. Da die Schottinnen es nicht geschaffte hatten die A-Kategorie zu erreichen, aus der es nur möglich war sich für die WM zu qualifizieren, mussten sie erneut in der B-Kategorie starten. Hier waren Tschechien, Estland und Litauen die Gegner. Gegen die Tschechinnen gab es zwei Remis, die beide 1:1 endeten, gegen die beiden anderen Mannschaften wurden alle Spiele gewonnen, wobei gegen Litauen mit 17:0 der bisher höchste Sieg gelang. Sie waren dann zwar punktgleich mit den Tschechinnen und hatten auch die gleiche Tordifferenz, aber ein Tor mehr geschossen und wurden so Gruppensieger. Als dieser trafen sie auf Spanien, einen der Gruppenletzten der A-Kategorie und verloren beide Spiele (0:3 und 1:4), womit sie den Aufstieg in die A-Kategorie verpassten. Damit mussten sie in der Qualifikation für die EM 2001  wieder in der B-Kategorie antreten, wo sie erneut auf Tschechien sowie Irland und Kroatien trafen.  Da sie in Kroatien und Tschechien verloren, reichten die vier Siege in den anderen Spielen nur zum zweiten Platz hinter Tschechien, womit sie keine Chance hatten in die A-Kategorie aufzusteigen.

### WM 2003 in den USA
Eigentlich sollte die WM 2003 dann wieder in der Volksrepublik China stattfinden. Wegen der SARS-Epidemie wurde das Turnier kurzfristig in die USA verlegt. Damit fand die Weltmeisterschaft zum zweiten Mal in den USA statt. Die Schottinnen hatten  lediglich die Möglichkeit, sich in der Qualifikation in der B-Kategorie für die A-Kategorie zu qualifizieren.  Gegner waren Belgien, Österreich und Wales. Die Schottinnen verloren nur das Spiel in Belgien und gewannen die fünf anderen Spiele. Die Belgierinnen gewannen zwar auch fünf Spiele, hatten am Ende aber die schlechteste Tordifferenz, so dass Schottland Gruppensieger wurde. Beiden gelang aber der Aufstieg in die A-Kategorie – Playoffspiele gegen Gruppenletzte der A-Kategorie gab es diesmal nicht. Zudem hatten sie die Möglichkeit, sich für die EM 2005 zu qualifizieren, scheiterten dort aber an Titelverteidiger Deutschland und Tschechien.

### WM 2007 in der Volksrepublik China
Weltmeister Deutschland, Russland, Irland und die Schweiz waren dann vier Jahre später die Gegner in der Qualifikation für die nächste WM, die dann doch zum zweiten Mal in der Volksrepublik China stattfand. Die Schottinnen starteten mit einem 0:6 in Russland, einem torlosen Remis im Heimspiel gegen Irland, einem 0:4 in Deutschland und konnten dann durch ein 1:0 gegen die Schweiz erstmals ein direktes WM-Qualifikationsspiel gewinnen. Zehn Tage später gelang in Irland noch ein 2:0-Sieg. Danach konnte aber nur noch beim 1:1 in der Schweiz ein Punkt gewonnen werden. Als Gruppendritte verpassten die Schottinnen daher die WM.

### WM 2011 in Deutschland
Für die Qualifikation wurden sie in eine Gruppe mit Dänemark, Griechenland, Bulgarien und Georgien gelost. Die Schottinnen gewannen die ersten fünf Spiele, verloren dann aber das Heimspiel gegen Dänemark mit 0:1. Nach einem 4:1 gegen Griechenland hätten sie aber mit einem Sieg im letzten Spiel in Dänemark aber noch die Playoffs der Gruppensieger erreichen können. Sie kamen aber nur zu einem torlosen Remis und wurden damit Zweite hinter Dänemark. Durch das Remis war aber Dänemark für die Playoffs nicht gesetzt und konnte sich dort zunächst nicht gegen Schweden durchsetzen und scheiterte dann auch in den Playoffs um einen Platz in den Playoffs gegen den CONCACAF-Vierten an der Schweiz, die ihrerseits an Italien scheiterte, das letztlich den USA unterlag.

### WM 2015 in Kanada
Vier Jahre später konnten sich die Schottinnen erneut nicht qualifizierten. Gegner in der Gruppenphase waren diesmal Schweden, Polen,  Bosnien und Herzegowina, Nordirland und die Färöer. Die Schottinnen verloren nur beide Spiele gegen Schweden, das sich ohne Punktverlust direkt für die WM qualifizierte, gewannen aber alle anderen Spiele und waren damit als einer der vier besten Gruppenzweiten für die Playoffs qualifiziert. Hier trafen sie auf die Niederländerinnen, verloren aber beide Spiele.  Die Niederländerinnen konnten sich dann nach einem 1:1 im Heimspiel durch einen 2:1-Sieg in Italien erstmals für die WM qualifizieren.

### WM 2019 in Frankreich

Startaufstellung der Schottinnen in ihrem ersten WM-Spiel

Zwei Jahre später nahmen die Schottinnen dann erstmals an einer EM-Endrunde teil, nach der die langjährige schwedische Trainerin Anna Signeul aber die Schottinnen verließ, die für den kontinuierlichen Aufstieg mitgesorgt hatte, und Nationaltrainerin in Finnland wurde. Nachfolgerin wurde Shelley Kerr und unter ihr gelang dann auch erstmals die Qualifikation für eine WM-Endrunde. In der Qualifikation konnten sich die Schottinnen dabei gegen die Schweiz durchsetzen, die 2015 erstmals die WM-Endrunde erreicht hatte. Weitere Gegner waren Polen, Albanien und Belarus. Dabei sah es nach einer 0:1-Niederlage in der Schweiz, der ersten überhaupt gegen die Schweiz, lange nicht danach aus, da die Schweizerinnen – ebenso wie die Schottinnen – zunächst alle ihre weiteren Spiele gewannen. Am vorletzten Spieltag konnten die Schottinnen aber die Schweiz mit 2:1 besiegen und profitierten dann davon, dass die Schweiz am letzten Spieltag in Polen nur zu einem torlosen Remis kam, während die Schottinnen in Albanien mit 2:1 gewannen. Damit sind die Schottinnen als einziger europäischer Neuling für die WM-Endrunde qualifiziert.
Wie bei ihrer ersten EM-Teilnahme 2017 trafen die Schottinnen auch bei ihrem ersten WM-Spiel auf England und verloren mit 1:2. Im zweiten Spiel trafen sie auf Japan und verloren wieder mit 1:2. Im letzten Gruppenspiel trafen sie erstmals Argentinien. Durch einen Sieg hatten sie noch eine Chance das Achtelfinale zu erreichen. Zuerst sah es danach auch aus, denn die Schottinnen führten bis zur 74. Minute mit 3:0. Dann gelang den Südamerikanerinnen das Tor zum 1:3. Fünf Minuten später lenkte Torhüterin Lee Alexander einen Weitschuss ins eigene Tor. Alexander war dann tragische Heldin in der Nachspielzeit. Zunächst hielt sie einen nach Videobeweis gegebenen Strafstoß, nach einem weiteren Videobeweis wurde der Strafstoß aber wiederholt, da sie bei der Ausführung nicht mit einem Fuß auf der Torlinie gestanden hatte. In der Wiederholung konnte sie den Strafstoß nicht parieren, so dass das Spiel 3:3 endete. Die Schottinnen hatten damit zwar ihren ersten WM-Punkt, aber als Gruppenletzte das Achtelfinale verpasst.

### WM 2023 in Australien und Neuseeland
Für Fußball-Weltmeisterschaft der Frauen 2023  wurden die Schottinnen aus Topf 2 in die Gruppe mit Spanien, die Ukraine, Ungarn und die Färöer gelost. Spanien war Gegner in der WM-Qualifikation 1999 und den dramatischen Playoffs der EM-Qualifikation 2013 sowie der EM-Vorrunde 2017, die Ukraine in der EM-Qualifikation 2005 und 2009 – gegen beide ist die Bilanz insgesamt negativ. Gegen die Färöer gab es zuvor vier Siege in den Qualifikationen für die EM 1997 und  WM 2015, gegen die Ungarinnen nur ein gewonnenes Freundschaftsspiel. Die Schottinnen begannen die Qualifikation im Herbst 2021 mit Siegen gegen Ungarn (2:0 und 2:1) sowie die Färöer (7:1), kamen dann gegen die Ukraine im Heimspiel nur zu einem 1:1 und schlossen das Jahr mit einer 0:8-Niederlage in Spanien ab – eine ihrer beiden höchsten Niederlagen. Im ersten Qualifikationsspiel im Jahr 2022 trafen sie daheim auf die Spanierinnen und verloren mit 0:2, wodurch sich die Spanierinnen vorzeitig für die WM qualifizierten und es für die Schottinnen nur noch darum  ging den zweiten Platz in der Gruppe zu erreichen. Dies gelang mit einem Sieg gegen die Ukraine, wobei das Spiel wegen des russischen Überfalls auf die Ukraine auf neutralem Platz in Polen stattfand. Mit einem 7:0 auf den Färöer wurde die Qualifikation dann abgeschlossen. Als einer der sechs schlechtesten Gruppenzweiten trafen die Schottinnen in der ersten Play-off-Runde auf Österreich, wobei sie Heimrecht hatten und mit 1:0 nach Verlängerung gewannen. In der zweiten Runde hatten sie wieder Heimrecht und trafen auf Irland, gegen das mit 0:1 verloren wurde. Die Irinnen qualifizierten sich damit erstmals für eine WM-Endrunde.

## Spiele
| Alle WM-Spiele |            |          |             |   |                |          |                                    |
| Nr.            | Datum      | Ergebnis | Gegner      |   | Austragungsort | Anlass   | Bemerkungen                        |
| 1              | 09.06.2019 | 1:2      | England     | * | Nizza (FRA)    | Vorrunde |                                    |
| 2              | 14.06.2019 | 1:2      | Japan       | * | Rennes (FRA)   | Vorrunde | 100. Länderspiel von Hayley Lauder |
| 3              | 19.06.2019 | 3:3      | Argentinien | * | Paris (FRA)    | Vorrunde | Erstes Spiel gegen Argentinien     |

Anmerkung: Die fett gedruckte Mannschaft ist zum Zeitpunkt des Spiels Meister ihrer Konföderation. 